# هراء
الهراء أو الكلام الفارغ هو التواصل عن طريق الكلام، أو الكتابة، أو أي نظام رمزي آخر يفتقر إلى أي معنى مترابط. وفي بعض الأحيان في الاستخدام العادي، يكون مرادفًا للعبث السخيف أو اللامعقول. وقد استخدم العديد من الشعراء والروائيين وكتاب الأغاني هراءً في أعمالهم، وغالبًا ما يقومون بإنشاء أعمال كاملة باستخدامها لأسباب تتراوح بين التسلية الكوميدية الخالصة أو الهجاء إلى توضيح نقطة في اللغة أو المنطق. وفي فلسفة اللغة وفلسفة العلم، يختلف الهراء أو اللامعنى عن المعنى، وقد بذلت محاولات للتوصل إلى طريقة متماسكة ومتسقة لتمييز المعنى من اللامعنى، وهو أيضًا مجال مهم للدراسة في التشفير فيما يتعلق بفصل إشارة من الضوضاء.

## الأدب

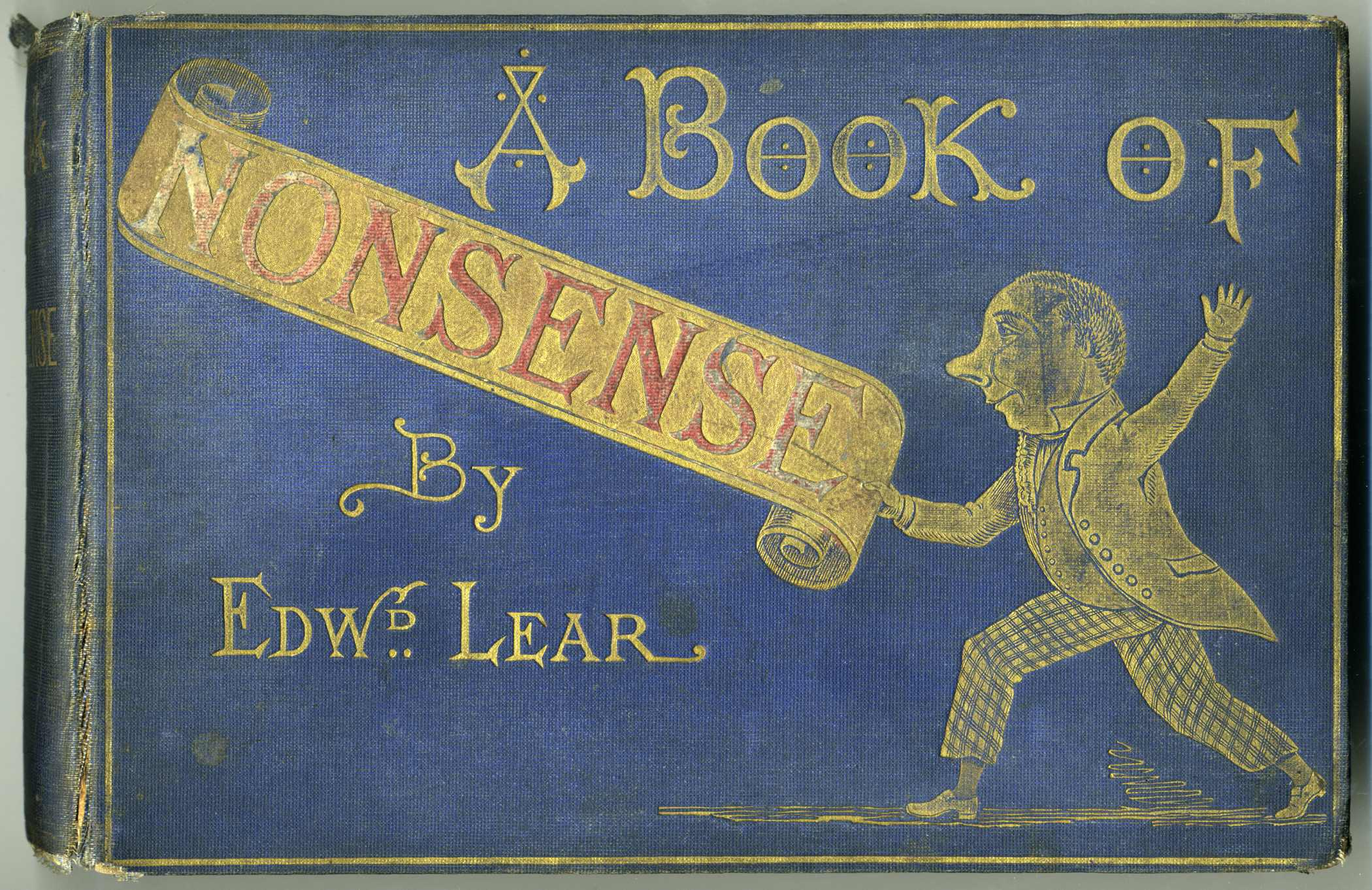
كتاب اللا معنى (عام 1875 طبعة جيمس ميلر) بواسطة إدوارد لير

جملة «تنام الفِكَرُ الخضراء العديمة اللون بعنف» (بالإنجليزية: Colorless green ideas sleep furiously)‏ قد صاغها ناعوم تشومسكي كمثال على اللامعنى. ومع ذلك، يمكن الخلط بسهولة بينه وبين الرمز الشعري. الكلمات الفردية تكون منطقية، ويتم ترتيبها وفقًا للقواعد النحوية الصحيحة، ولكن النتيجة هي لا معنى، وقد جاء الإلهام لهذه المحاولة في خلق لا معنى لفظي من فكرة التناقض والخصائص التي تبدو غير ذات صلة و/أو غير متوافقة، والتي تتعاون لجعل العبارة بلا معنى، مثل عبارة «ما هو صوت تصفيق اليد الواحدة؟»، حيث من المفترض أن يد واحدة غير كافية للتصفيق دون تدخل الأخرى.
تستخدم رواية جيمس جويس الأخيرة يقظة فينيغان (Finnegans Wake) أيضًا اللامعنى، فهي مليئة بالألفاظ المنحوتة والكلمات القوية، ويبدو أنها محملة بطبقات متعددة من المعنى، ولكن في العديد من المقاطع يكون من الصعب أن نقول ما إذا كان أي تفسير لنص ما قد يكون مقصود أو غير مقصود.

### شعر
Jabberwocky هي قصيدة مكتوبة باللغة الإنجليزية (من شعر اللا معنى) وُجِدَت في رواية «عبر المرآة، وما وجدته أليس هناك» بواسطة لويس كارول (1871). كما تستخدم كلمة jabberwocky من حين لآخر كمرادف للا معنى.
شعر اللا معنى هو شكل شعري من اللا معنى الأدبي، وهو النوع الذي يمكن أن يظهر في العديد من الطرق الأخرى. وأشهر أنصاره هو إدوارد لير، مؤلف كتاب «البومة والهوس» ومئات من القصائد اللمريكية.
شعر اللا معنى هو جزء من جملة طويلة من التقاليد التي سبقت لير، وهناك أيضا بعض الأعمال التي تبدو وكأنها شعر لا معنى له، ولكنها في الواقع ليست كذلك، مثل الأغنية الشعبية في الأربعينيات Mairzy Doats.
طرح لويس كارول، باحثا عن لغز لا معنى له، سؤالا ذات مرة وهو كيف يشبه الغراب مكتب الكتابة؟ فأجاب أحدهم: لأن بو كتب على كليهما. ومع ذلك، هناك إجابات محتملة أخرى (على سبيل المثال، كل منهما يحتوي على ريش للحبر).
غالبًا ما تظهر جمل اللا معنى في الأغاني الشعبية، حيث غالبًا ما تصادف الأحاجي اللغوية وألغاز الضربة القاضية.

#### أمثلة
أول أربعة سطور من «النينج نانج نونج» لـسبايك ميليغان
على نينج نانج نونغ
أين تذهب الأبقار بونغ!
والقرود كلها تقول بوو!
هناك نونغ نانغ نينغ
من شعر جيمس ويتكومب رايلي
انحنى الكرنكادوكس على حافة القمر،
وحدق بحرص على البحر
حيث صفير الجرايزبوديل بجنون للحن
في الهواء من «تاي-فول-دي-دينج-ديي.»
أول أربعة سطور من «رئيس بلدية سكتلتون» لـماري مابز دودج
أحرق رئيس بلدية سكتلتون أنفه
محاولا تدفئة أصابعه النحاسي
لقد فقد أمواله وأفسد إرادته
بتوقيع اسمه بريشة جليدية

## فلسفة اللغة والمنطق
في فلسفة اللغة وفلسفة العلم، يشير اللا معنى إلى عدم وجود معنى، وهناك تعريفات فنية مختلفة للمعنى تحدد المعنى من اللامعنى.

### فيتغنشتاين
في كتابات لودفيغ فيتغنشتاين، تحمل كلمة «لا معنى أو هراء» معنى تقنيًا خاصًا يختلف اختلافًا كبيرًا عن الاستخدام العادي للكلمة، وبهذا المعنى، لا يشير «الهراء» إلى رطانة لا معنى لها، بل إلى عدم وجود معنى في سياق المعنى والمرجعية. وفي هذا السياق، يمكن اعتبار تكرار المعنى المنطقي، والمقترحات الرياضية البحتة بأنها «هراء». على سبيل المثال، "1 + 1= 2" هو اقتراح سخيف. وكتب فيتجنشتاين كتابه «الإطار المنطقي الفلسفي» أن بعض المقترحات الواردة في كتابه يجب اعتبارها هراء، وبهذه الطريقة، لا يحمل «الهراء» بالضرورة دلالات سلبية.
وبِدءًا من فيتغنشتاين، ولكن من منظور أصلي، يُبرز الفيلسوف الإيطالي ليوناردو فيتوريو أرينا، في كتابه «الهراء» كمعنى، هذا المعنى الإيجابي للهراء لهدم كل تصور فلسفي لا يلاحظ الافتقار المطلق لمعنى العالم والحياة.

## علم التعمية
مشكلة تمييز المعنى من الهراء أمر مهم في علم التعمية ومجالات الاستخبارات أخرى، مثل الحاجة إلى تمييز الإشارة من الضوضاء. وابتكر محللي الشفرات خوارزميات لتحديد ما إذا كان النص المعطى هو في الواقع هراء أم لا، حيث تحلل هذه الخوارزميات عادة وجود التكرارات والإسهاب في النص، كما في النصوص ذات معنى، التي تتكرر فيها بعض الكلمات المستخدمة، مثل "the، is، and" في اللغة الإنجليزية، بينما لا يُظهر الانتشار العشوائي للحروف، وعلامات الترقيم، والمسافات هذا النظام. ويحاول قانون زيف توضيح هذا التحليل رياضيا. على النقيض من ذلك، يسعى المشفرون عادةً لجعل نصوصهم المشفرة تشبه التوزيعات العشوائية، لتفادي التكرار والأنماط، التي قد تعطي مفتاحا لتحليل الشفرات.
يصعب على المشفِرون التعامل مع وجود أو غياب المعنى في النص، الذي يكون فيه مستوى التكرار والإسهاب أعلى مما هو موجود في اللغات الطبيعية (على سبيل المثال، في النص الغامض لمخطوطة فوينيتش).

## آلات تدريس للتحدث باللامعنى
لقد حاول العلماء تعليم الآلات لإنتاج اللا معنى. تقنية سلسلة ماركوف هي إحدى الطرق التي استخدمت لتوليد النصوص عن طريق الخوارزمية والأساليب العشوائية التي تبدو ذات معنى. وهناك طريقة أخرى يطلق عليها أحيانًا طريقة جنون ليبس: وهي تتضمن إنشاء قوالب لهياكل الجملة المختلفة وملء الفراغات بعبارات اسمية أو عبارات فعلية، ويمكن تنفيذ هذه الإجراءات الخاصة بتوليد الجمل بالتكرار، مما يعطي الناتج مظهرًا أكثر تعقيدًا وتكلفًا. كان Racter برنامج كمبيوتر يولد نصوص ليس لها معنى بهذه الطريقة. ومع ذلك، فقد ثبت أن كتاب "Racter" قد تم إنتاجه من خلال التحرير البشري المكثف لمخرجات البرنامج.

## روابط خارجية
- Textual analysis of nonsense poems
- Text of a nonsense drama